# Lavazza
Luigi Lavazza S.p.A. est une entreprise italienne fondée en 1895 par Luigi Lavazza.
Elle est spécialisée dans le café. L'entreprise est détenue par la famille Lavazza. 
Son siège se situe à Turin, dans le nord de l'Italie.

## Histoire

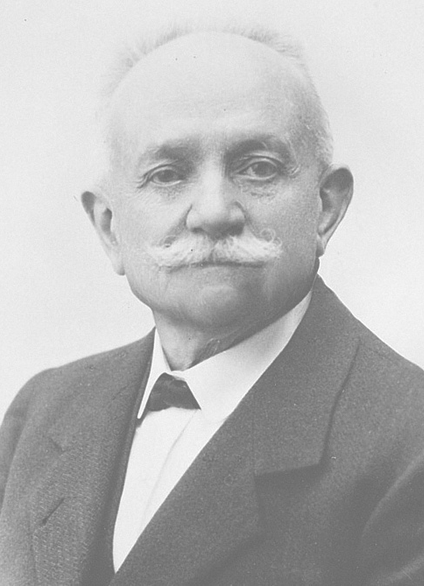
Luigi Lavazza

Elle a été fondée à Turin en 1895 par Luigi Lavazza (it).
En 2015, l'entreprise fête ses 120 ans d'existence et sort à cette occasion un court spot réalisé par Jean-Pierre Jeunet. La vidéo relate l'histoire de son fondateur et des débuts de la marque, elle s'intitule La vie offre toujours plus à savourer.
La même année, l'entreprise négocie pour racheter la marque Carte Noire. La transaction envisagée comprendrait « les actifs liés à la marque Carte Noire dans l’espace économique européen, à l’exception du café instantané, des T-Discs (dosettes), et des activités de la gamme professionnelle », a précisé Lavazza dans un communiqué, sans révéler le montant de son offre.
En 2016, l'entreprise acquiert pour un montant de 750 millions d'euros la marque Carte Noire avec le soutien financier de la BNL.
En mai 2017, Lavazza acquiert une participation de 80 % dans Kicking Horse Coffee, entreprise canadienne de torréfaction spécialisée dans le bio et le commerce équitable.
En novembre 2022, Lavazza  présente une offre d'achat de la société française MaxiCoffee. Le 31 mars 2023 après l'approbation de la Direction Générale de la concurrence, de la consommation et de la répression des fraudes, l'acquisition est actée.

## Activité
Créateur dès 1989 de capsules individuelles et des machines correspondantes en collaboration avec Saeco – fabricant italien et premier constructeur mondial de machines à café expresso pour collectivités –, Lavazza en est le premier fabricant mondial avec plus de 2 milliards de dosettes[réf. nécessaire].
Avec son slogan qui indique que c'est « le café préféré des italiens », Lavazza revendique 16 des 20 milliards de cafés que prennent les italiens.
Ses différentes gammes sont Top Class, Super Crema, Crema e Gusto, Gran Espresso, Dek (décafféiné), et A Modo Mio.
Lavazza dispose également de boutiques où est servi du café (les chaînes "Il Caffè di Roma" et "Espression").
Quatre usines sont situées en Italie, une en Inde, et maintenant une en France à Lavérune qui produit la marque Carte Noire.